# Edizioni di Windows 8
Windows 8 è uscito in quattro edizioni, con vari set di funzionalità. Le edizioni con caratteristiche diverse sono chiamate Core, Pro, Enterprise e RT. Ci sono versioni di queste funzionalità modificate per ragioni legali o di marketing.

## Edizioni
Windows 8
Windows 8 (anche a volte indicato come Windows 8 (Core) per distinguerlo dall'omonimo SO)  è l'edizione di base di Windows per le architetture IA-32 e x64. Questa edizione contiene funzionalità rivolte al segmento del mercato nazionale e offre tutte le nuove funzionalità di base di Windows 8.
Windows 8 Pro
Windows 8 Pro è paragonabile a Windows 7 Professional e Ultimate ed è rivolto agli appassionati e agli utenti aziendali; include tutte le funzionalità di Windows 8. Altre funzionalità includono la possibilità di ricevere connessioni Desktop remoto, la possibilità di partecipare a un dominio Windows Server, Decripting File System, Hyper-V e Avvio da disco rigido virtuale, Criteri di gruppo e BitLocker e BitLocker To Go. La funzionalità di Windows Media Center è disponibile solo per Windows 8 Pro come pacchetto software separato.
Windows 8 Enterprise
Windows 8 Enterprise fornisce tutte le funzionalità di Windows 8 Pro (eccetto la possibilità di installare il componente aggiuntivo di Windows Media Center), con funzionalità aggiuntive per l'organizzazione IT (vedere la tabella seguente). Questa edizione è disponibile per i clienti di Software Assurance, così come per gli abbonati MSDN e Technet Professional, ed è uscita il 16 agosto 2012.
Windows RT
Windows RT è disponibile solo preinstallato su dispositivi basati su ARM come i tablet PC. Include versioni desktop ottimizzate per il tocco del set di base delle applicazioni di Office 2013 per gli utenti: Microsoft Word, Excel, PowerPoint e OneNote e supporta le funzionalità di crittografia dei dispositivi. Diverse funzionalità incentrate sull'attività aziendale come i Criteri di gruppo e il supporto del dominio non sono inclusi.
I software per Windows RT possono essere scaricati da Windows Store o tramite sideload, anche se il sideload su Windows RT deve prima essere abilitato acquistando licenze aggiuntive attraverso l'uscita di una licenza volume. Non è possibile eseguire il software desktop eseguito su versioni precedenti di Windows su Windows RT poiché le app di Windows Store si basano sull'API di Windows Runtime che si differenzia dalle app tradizionali. Secondo CNET, queste differenze essenziali possono sollevare la questione se Windows RT sia un'edizione di Windows: in una conversazione con Mozilla, il vice consigliere generale di Microsoft David Heiner avrebbe riferito che Windows RT "non è più Windows". Il consiglio generale di Mozilla, tuttavia, ha respinto l'asserzione sulla base del fatto che Windows RT ha la stessa interfaccia utente, l'interfaccia di programmazione dell'applicazione e il meccanismo di aggiornamento.
A differenza di Windows Vista e Windows 7, non ci sono le edizioni Starter, Home Basic, Home Premium o Ultimate.

### Restrizioni e variazioni regionali
Tutte le edizioni citate hanno la possibilità di utilizzare i language pack, abilitando più lingue dell'interfaccia utente. (Questa funzionalità era precedentemente disponibile solo in Windows 7 Ultimate o Enterprise.) Tuttavia, in Cina e in altri mercati emergenti, viene venduta una variante di Windows 8 senza questa funzionalità, denominata Windows 8 Single Language. Questa edizione può essere aggiornata a Windows 8 Pro.
Ulteriori edizioni di Windows 8 appositamente destinate ai mercati europei hanno la lettera "N" (ad esempio Windows 8.1 Enterprise N) con il suffisso ai loro nomi e non includono una copia in bundle di Windows Media Player. Microsoft è stata richiesta per creare le edizioni "N" di Windows dopo che la Commissione europea ha stabilito nel 2004 che era necessario fornire una copia di Windows senza Windows Media Player collegato.
Windows 8.1 with Bing è una SKU a costo ridotto di Windows 8.1 per gli OEM introdotta a maggio 2014. È stata introdotta come parte di uno sforzo per incoraggiare la produzione di dispositivi a basso costo, mentre "guida l'utilizzo da parte dell'utente finale dei servizi Microsoft come Bing e Una guida". È sovvenzionato dal motore di ricerca di Microsoft Bing, che è impostato come predefinito in Internet Explorer e non può essere modificato da un'alternativa di terze parti da parte dell'OEM.  Questa restrizione non si applica agli utenti finali, che possono comunque modificare liberamente il motore di ricerca predefinito dopo l'installazione. È altrimenti identico all'edizione base.

## Compatibilità dell'aggiornamento
I seguenti percorsi di aggiornamento sul posto sono supportati da Windows 7. Si noti che è possibile eseguire l'aggiornamento da una versione IA-32 di Windows 7 a una versione IA-32 di Windows 8;  una versione x64 di Windows 7 può essere aggiornata solo a una versione x64 di Windows 8. Il pacchetto di vendita denominato Windows 8 Pro Upgrade è stato limitato all'aggiornamento di un computer con licenza Windows XP SP3, Windows Vista o Windows 7. Infine, non è necessario eseguire l'aggiornamento percorso per Windows RT, in quanto è l'unica versione di Windows che attualmente supporta l'architettura ARM.
| Edizione di Windows 7 da cui aggiornare | Edition di Windows 8 a cui aggiornare | Edition di Windows 8 a cui aggiornare | Edition di Windows 8 a cui aggiornare |
| Edizione di Windows 7 da cui aggiornare | Core                                  | Pro                                   | Enterprise                            |
| --------------------------------------- | ------------------------------------- | ------------------------------------- | ------------------------------------- |
| Enterprise                              | No                                    | No                                    | Sì                                    |
| Ultimate                                | No                                    | Sì                                    | No                                    |
| Professional                            | No                                    | Sì                                    | Sì                                    |
| Home Premium                            | Sì                                    | Sì                                    | No                                    |
| Home Basic                              | Sì                                    | Sì                                    | No                                    |
| Starter                                 | Sì                                    | Sì                                    | No                                    |

In-upgrade non è disponibile per Windows Vista e Windows XP.  Tuttavia, su Windows XP SP3 e Windows Vista RTM, è possibile eseguire un'installazione pulita preservando i file personali.  Su Windows Vista SP1, è possibile eseguire un'installazione pulita ma salvare anche le impostazioni di sistema.  Mentre Microsoft si riferisce ancora agli scenari come "upgrade", l'utente deve comunque reinstallare tutte le app, eseguire le necessarie operazioni di attivazione della licenza e ripristinare le impostazioni dell'app.

## Grafico comparativo
| Funzioni                                       | Windows RT                     | Windows 8 (Core)              | Windows 8 Pro                 | Windows 8 Enterprise          |
| ---------------------------------------------- | ------------------------------ | ----------------------------- | ----------------------------- | ----------------------------- |
| Disponibilità                                  | Pre-installato sui dispositivi | Molti canali                  | Molti canali                  | Produttori di licenze volume  |
| Architettura                                   | ARM (32-bit)                   | IA-32 (32-bit) o x64 (64-bit) | IA-32 (32-bit) o x64 (64-bit) | IA-32 (32-bit) o x64 (64-bit) |
| Massima capacità memoria RAM supportata        | 4 GB                           | 128 GB su x64 4 GB su IA-32   | 512 GB su x64 4 GB su IA-32   | 512 GB su x64 4 GB su IA-32   |
| Avvio sicuro                                   | Sì                             | Sì                            | Sì                            | Sì                            |
| Picture password                               | Sì                             | Sì                            | Sì                            | Sì                            |
| Schermata iniziale, Zoom semantico, Tiles Live | Sì                             | Sì                            | Sì                            | Sì                            |
| Tastiera Touch and Thumb                       | Sì                             | Sì                            | Sì                            | Sì                            |
| Language pack                                  | Sì                             | Sì                            | Sì                            | Sì                            |
| File Explorer aggiornato                       | Sì                             | Sì                            | Sì                            | Sì                            |
| App standard                                   | Sì                             | Sì                            | Sì                            | Sì                            |
| File History                                   | Sì                             | Sì                            | Sì                            | Sì                            |
| Aggiorna e ripristina il sistema operativo     | Sì                             | Sì                            | Sì                            | Sì                            |
| Play To                                        | Sì                             | Sì                            | Sì                            | Sì                            |
| Connected Standby                              | Sì                             | Sì                            | Sì                            | Sì                            |
| Windows Update                                 | Sì                             | Sì                            | Sì                            | Sì                            |
| Windows Defender                               | Sì                             | Sì                            | Sì                            | Sì                            |
| Miglior supporto multi monitor                 | Sì                             | Sì                            | Sì                            | Sì                            |
| Nuovo Windows Task Manager                     | Sì                             | Sì                            | Sì                            | Sì                            |
| Montaggio ISO e VHD                            | Sì                             | Sì                            | Sì                            | Sì                            |
| Funzioni a banda larga mobile                  | Sì                             | Sì                            | Sì                            | Sì                            |
| Integrazione con Microsoft account             | Sì                             | Sì                            | Sì                            | Sì                            |
| Internet Explorer 10                           | Sì                             | Sì                            | Sì                            | Sì                            |
| SmartScreen                                    | Sì                             | Sì                            | Sì                            | Sì                            |
| Windows Store                                  | Sì                             | Sì                            | Sì                            | Sì                            |
| Xbox Live (incluso Xbox Live Arcade)           | Sì                             | Sì                            | Sì                            | Sì                            |
| Exchange ActiveSync                            | Sì                             | Sì                            | Sì                            | Sì                            |
| Snap                                           | Sì                             | Sì                            | Sì                            | Sì                            |
| Può connettersi ad una VPN?                    | Sì                             | Sì                            | Sì                            | Sì                            |
| Desktop                                        | Sì                             | Sì                            | Sì                            | Sì                            |
| Supporta i language pack?                      | Sì                             | Sì                            | Sì                            | Sì                            |
| Device encryption                              | Sì                             | Con Windows 8.1               | Con Windows 8.1               | Con Windows 8.1               |
| Applicazioni di terze parti supportate         | Solo app del Windows Store     | Windows Store e desktop       | Windows Store e desktop       | Windows Store e desktop       |
| Desktop remoto                                 | Solo client                    | Solo client                   | Client e host                 | Client e host                 |
| Spazio di memoria                              | No                             | Sì                            | Sì                            | Sì                            |
| Windows Media Player                           | No                             | Sì                            | Sì                            | Sì                            |
| BitLocker and EFS                              | No                             | No                            | Sì                            | Sì                            |
| App in Sideload del Windows Store              | Parziale                       | No                            | Parziale                      | Parziale                      |
| Avvia da VHD                                   | No                             | No                            | Sì                            | Sì                            |
| Può entrare in un dominio Windows?             | Disabilitato di default        | No                            | Sì                            | Sì                            |
| Group Policy                                   | Sì                             | No                            | Sì                            | Sì                            |
| Hyper-V                                        | No                             | No                            | Solo le SKU a 64-bit          | Solo le SKU a 64-bit          |
| AppLocker                                      | No                             | No                            | No                            | Sì                            |
| Windows To Go                                  | No                             | No                            | No                            | Sì                            |
| DirectAccess                                   | No                             | No                            | No                            | Sì                            |
| BranchCache                                    | No                             | No                            | No                            | Sì                            |
| Può essere virtualizzato da RemoteFX?          | No                             | No                            | No                            | Sì                            |
| Servizi per Network File System                | No                             | No                            | No                            | Sì                            |
| Sottosistema per le app basate su Unix         | No                             | No                            | No                            | Deprecato                     |
| Windows Media Center                           | No                             | Tramite un add-in             | Tramite un add-in             | No                            |
| Microsoft Office apps bundled with OS          | Sì                             | No                            | No                            | No                            |
| Funzioni                                       | Windows RT                     | Windows 8 (Core)              | Windows 8 Pro                 | Windows 8 Enterprise          |

     Incluso
     Viene fornito con un pacchetto specificato
     Parzialmente incluso
     Non incluso